# Federico Gay
Federico Gay (Torí, 16 de juliol de 1896 – Torí, 15 d'abril de 1989) va ser un ciclista italià, que fou professional entre 1920 i 1932. Va córrer als equips Bianchi, Alcyon-Dunlop, Atala, Météore-Wolber, Opel-Pollack i Mifa Olympic.
Va prendre part com a aviador a la Primera Guerra Mundial, cosa que li comportà ser reconegut amb la Medalla de Plata al Valor Militar.
Abans de convertir-se en professional va participar en els Jocs Olímpics d'Anvers, quedant en cinquena posició en la prova per equips i en la setzena en la contrarellotge individual. La primera victòria com a professional fou el 1921. El 1922 guanya una etapa del Tour de França i el 1924 quatre etapes al Giro d'Itàlia i el segon lloc de la general. El darrer any de la seva carrera esportiva es va dedicar a la pista, guanyant al campionat d'Itàlia de migfons.

## Palmarès

### Amateur
- 1919
  - 1r a la Copa Zanardelli a Brescia
  - 1r al Trofeu Morgnani-Ridolfi
- 1920
  - 1r a la Copa del Re
  - 1r al Giro de Sestriere
  - 1r a la Milà-Torí

### Professional
- 1921
  - Campió d'Itàlia en ruta per a professionals novells
  - 1r a la Copa Ciutat de Moncalieri
  - 1r a la Gènova-Ventimiglia
  - 1r al Giro de Sestriere
  - 1r a la Milà-Torí
- 1922
  - 1r a la Copa Salsomaggiore
  - Vencedor d'una etapa al Tour de França
- 1924
  - 1r a la Milà-Torí
  - Vencedor de 4 etapes al Giro d'Itàlia
- 1925
  - 1r a la Zuric-Berlín
- 1927
  - 1r a la Copa Pirola
  - 1r al Critèrium d'obertura
- 1932
  - Campió d'Itàlia en pista, en migfons

### Resultats al Giro d'Itàlia
- 1921. 6è de la classificació general
- 1922. Abandona
- 1923. 4t de la classificació general
- 1924. 2n de la classificació general i vencedor de 4 etapes
- 1928. 23è de la classificació general

### Resultats al Tour de França
- 1922. 11è de la classificació general i vencedor d'una etapa
- 1925. 10è de la classificació general